# Trick It Out
Trick It Out – program bazujący na popularności Pimp My Ride. Dwie drużyny rywalizują o to, która z nich lepiej odnowi ("odpicuje") stary, ledwo jeżdżący i niczym niewyróżniający się samochód. Na to, aby przywrócić mu dawny styl, mają tylko 14 dni i budżet 15 tysięcy dolarów. Drużyna, która wygra, otrzyma na własność nie tylko "odpicowane" auto, ale również samochód przegranej ekipy.